# John Thomas Hitchcock

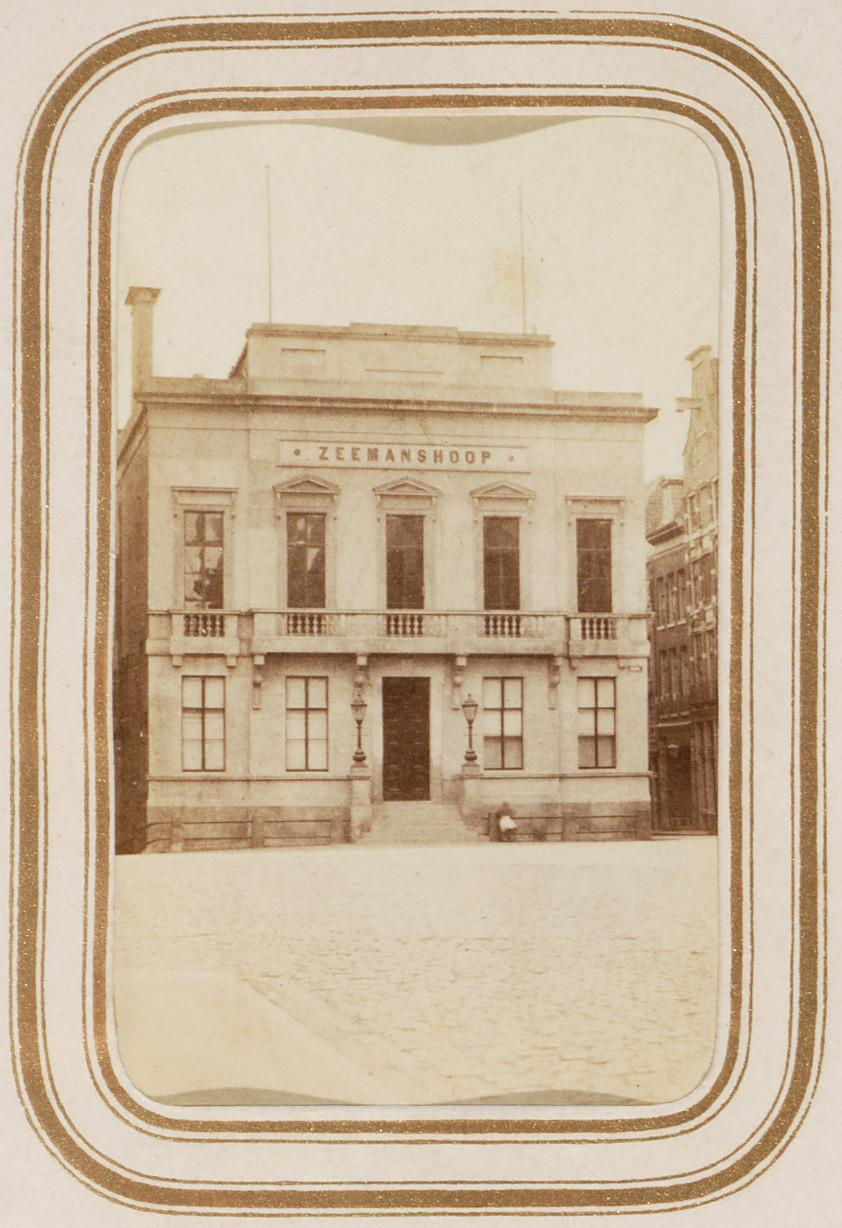
College Zeemanshoop aan de Dam, met rechts ingang van de Kalverstraat. Foto ca.1865

John Thomas Hitchcock (Amsterdam 29 maart 1812 - Batavia (Nederlands-Indië) 21 november 1844) was een Nederlandse bouwmeester.
Hij was de zoon van Charles Hitchcock en Anna Aitchison uit Londen. Hij huwde op 20 juni 1839 in Baarn Johanna Christina de Wilde uit Bandung.
Hitchcock vertrok op jeugdige leeftijd naar het geboorteland van zijn ouders. Acht jaar verbleef hij te Londen, waar hij bouwkundig onderwijs genoot van de bekende architect Philip Hardwick (1792-1870). In 1827-1829 werd werk van hem op de tentoonstellingen van de Royal Academy of Arts getoond. In 1835 vervaardigde hij een bewaard, maar niet uitgevoerd bouwontwerp voor het Fitzwilliam Museum in Cambridge.
Na een twee jaar durende rondreis door Groot-Brittannië keerde hij in 1836 naar Nederland terug, waar nog dat jaar in Amsterdam enkele stadsgezichten en bouwkundige tekeningen van zijn hand tentoongesteld werden. 
Zijn enige tot dusverre bekende gebouw is het in een neoclassicistische stijl opgetrokken sociëteitsgebouw 'De Vriendschap' op de hoek van de Kalverstraat en de Dam in Amsterdam (1838), dat vanaf 1862 het College Zeemanshoop zou huisvesten, om in 1915 ten behoeve van de nieuwbouw van Peek & Cloppenburg te worden gesloopt. Verder bouwde hij enkele nog niet getraceerde buitenhuizen in de provincies Noord-Holland en Utrecht.
In de zomer van 1838 solliciteerde Hitchcock vergeefs naar de post van stadsbouwmeester in Utrecht, als opvolger van Johannes van Embden. In 1841 vertrok hij naar Nederlands-Indië, waar hij reeds drie jaar later op amper 32-jarige leeftijd overleed.